# 阿爾梅羅慘劇
阿爾梅羅慘劇（西班牙語：Tragedia de Armero）發生於1985年11月13日，位於哥倫比亞托利馬省的內瓦多·德·魯伊斯火山突然噴發，引發的火山碎屑流摧毀了城鎮阿爾梅羅，導致超過23,000人死亡。

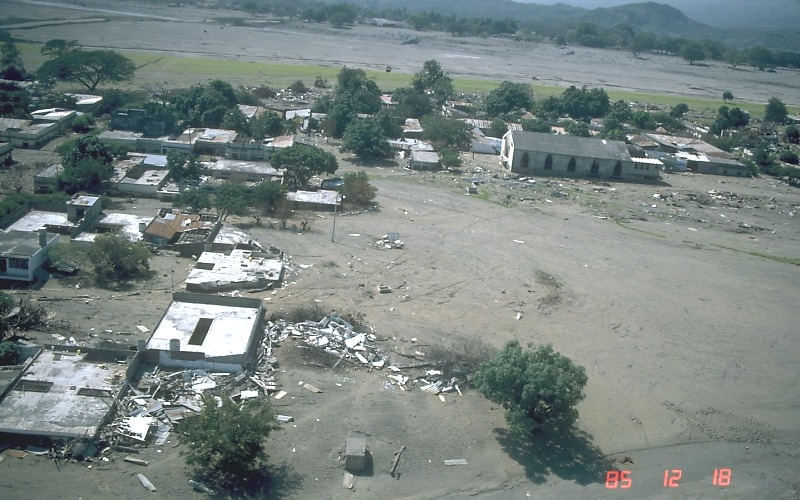
被摧毀的阿爾梅羅

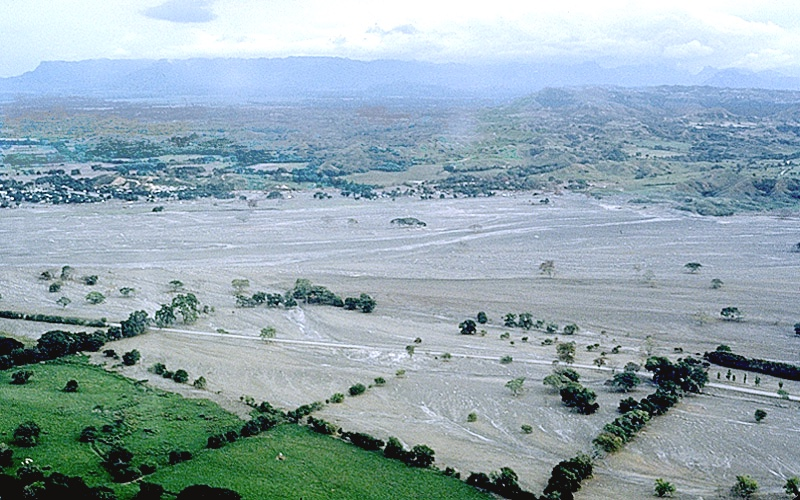
襲擊阿爾梅羅的火山泥流

阿爾梅羅慘劇是哥倫比亞史上最嚴重的天然災害，以及二十世紀第二致命的火山噴發，僅次於1902年培雷火山爆發。在眾多罹難者中，最有名的是年僅13歲的奧馬伊拉·桑切斯；她因全身被泥漿困住動彈不得，在三日後死亡。哥倫比亞政府在事後被批評缺乏警覺、未能事先疏散民眾。今日，仍有約50萬人生活在內瓦多·德·魯伊斯火山周圍地區。